# Humanisme de Bergen
L'humanisme de Bergen est un cercle culturel apparu en Norvège dans la seconde moitié du XVIe siècle.
Les humanistes de Bergen est la désignation, a posteriori, d'un petit cercle savant. Grâce à leur travail, ils ont fait de Bergen un des centres culturels de la Norvège (avec Oslo).

## Histoire
À la suite de la Réforme, un premier évêque luthérien, Gebre Pederssøn, est nommé à Bergen. À l'époque la ville est dominée économiquement et socialement par la ligue hanséatique. Gebre Pederssøn est l'initiateur de ce cercle savant qui au début sera comme une protestation face à la domination allemande mais va, à travers plusieurs écrits, marquer une prise de conscience nationale,.

## Principales figures de l'humanisme de Bergen
- Geble Pederssøn (1490-1557).
- Mattis Størsson (vers 1500-1569) auteur de Den norske Krønicke, publié en 1594[2].
- Absalon Pederssøn Beyer (1528-1575), de loin le plus connu des humanistes de Bergen[1].
- Laurits Hanssøn, a traduit partiellement les  sagas royales ainsi que d'autres sagas[2].
- une personne anonyme, auteur de Bergens Fundas et de Bergens Rimkrønike[3],[4],[N 1].